# Herrljunga
Herrljunga ist ein Ort in der schwedischen Provinz Västra Götalands län und der historischen Provinz Västergötland. Er liegt etwa 35 Kilometer nordöstlich der Stadt Alingsås und ist Hauptort der gleichnamigen Gemeinde.
Herrljunga ist ein Eisenbahnknoten, an dem die Älvsborgsbana die Västra stambana kreuzt und die Bahnstrecke Gårdsjö–Håkantorp an die Stammbahn anschließt. Außerdem ist der Ort für den hier hergestellten Apfelschaumwein bekannt, den Herrljunga Cider.

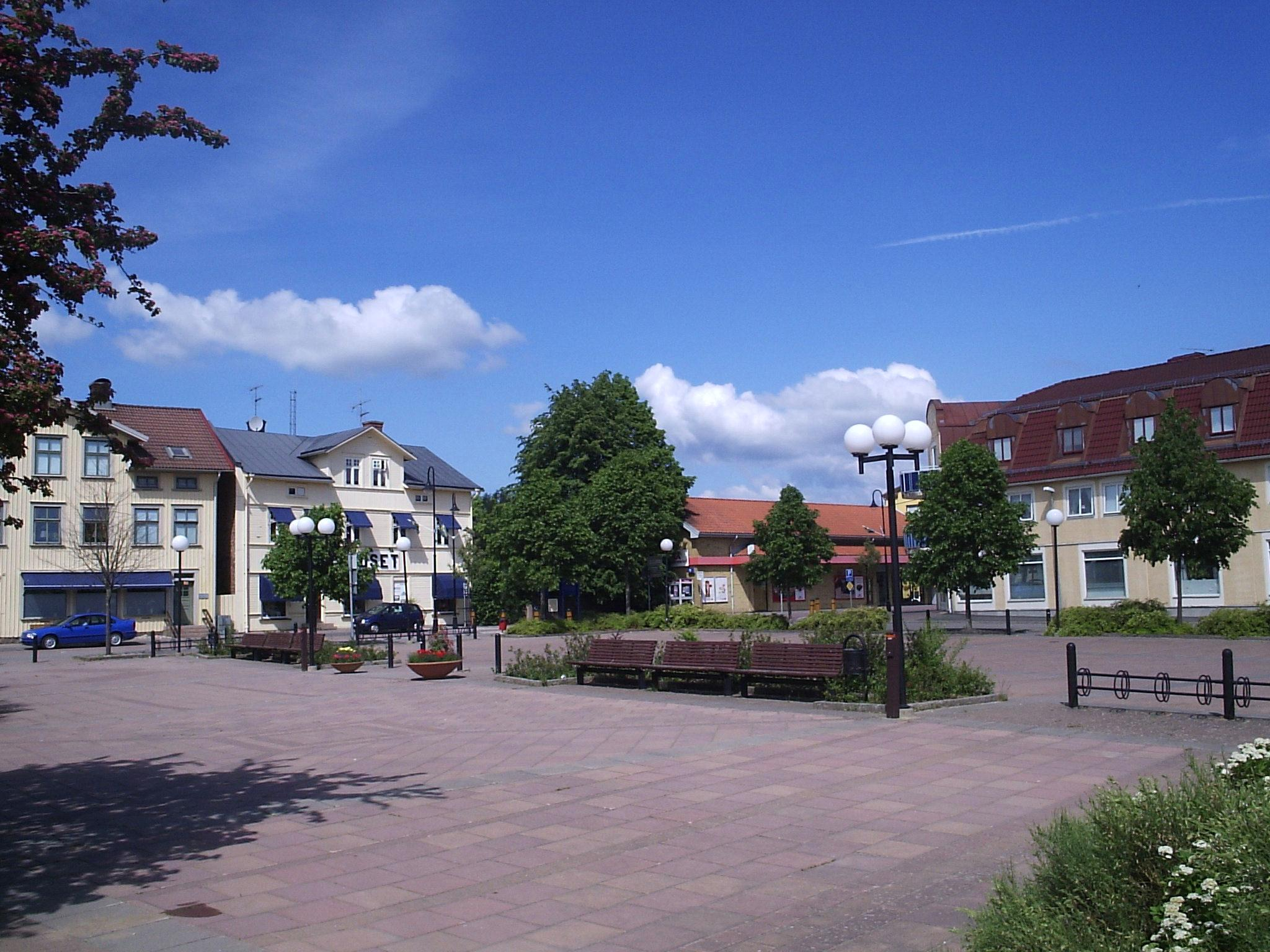
Ortszentrum

Die Steinkiste von Herrljunga, ein Steinkammergrab aus dem Neolithikum (1800–1500 v. Chr.), befindet sich auf dem neuen Friedhof in Herrljunga. Südwestlich befindet sich das Gräberfeld von Hov; westlich des Ortes liegt das Gräberfeld von Nycklabacken.
In Herrljunga befinden sich auch zwei Runensteine aus der Wikingerzeit.